# Lut Kucak
Lut Kucak is een bestuurslaag in het regentschap Bener Meriah van de provincie Atjeh, Indonesië. Lut Kucak telt 801 inwoners (volkstelling 2010).